# 459

459(사백오십구)는 458보다 크고 460보다 작은 자연수다.

## 수학
- 합성수로, 그 약수는 1, 3, 9, 17, 27, 51, 153, 459다. 진약수의 합은 261이므로, 459는 부족수다.
- {\displaystyle 55^{4}-1}은 459로 나누어떨어진다.

## 과학
- NGC 459(영어판): 물고기자리 방향에 있는 나선 은하.

## 교통
- 일본 459번 국도(일본어판): 니가타현 니가타시 주오구에서 후쿠시마현 후타바군 나미에정까지 이어지는 일본의 국도.
- 현도 제459호선

## 군사
- U-459(영어판, 독일어판): 제2차 세계 대전에 사용된 나치 독일의 군용 잠수함.

## 문화유산
- 대한민국의 보물 제459호: 제천 장락동 칠층모전석탑
- 대한민국의 사적 제459호: 밀양 박익 벽화묘

## 기타
- 연도: 459년, 기원전 459년